# هانس کلسن

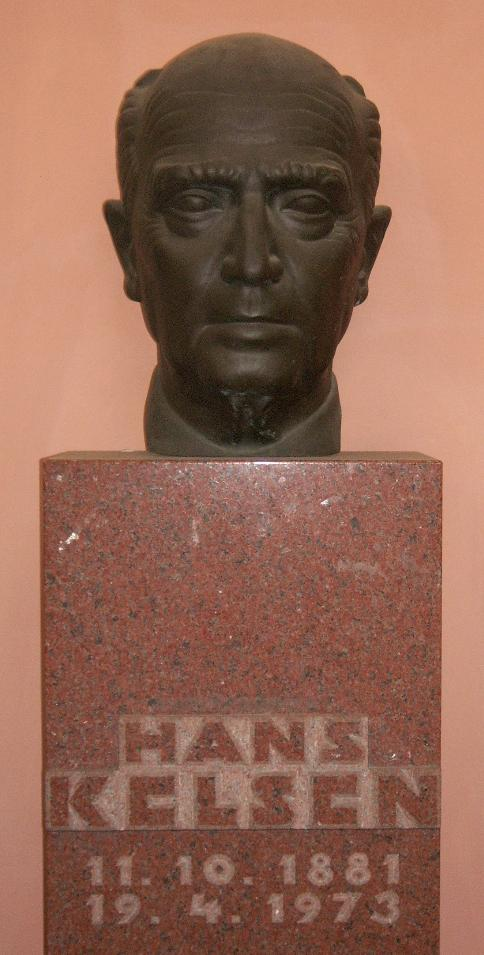

هانس کلسن (۱۱ اکتبر ۱۸۸۱ –۱۹ آوریل ۱۹۷۳) (به انگلیسی: Hans Kelsen) حقوقدان و فیلسوف حقوق بود. از کلسن به عنوان یکی از برجسته‌ترین متفکرین قرن بیستم یاد می‌شود.

## زندگی‌نامه
کلسن در یک خانوادهٔ یهودی آلمانی‌زبان در پراگ متولد شد. پدر او آدولف کلسن (۱۸۵۰-۱۹۰۷) اهل برودی در گالیسیای شرقی بود و مادرش آگوسته لوی (۱۸۶۰-۱۹۵۰) اهل ییندرژیخوو هرادتسدر بوهم بود.

### تحصیلات و فعالیت آموزشی در وین
خانوادهٔ کلسن کمی بعد، وقتی او ۳ ساله بود، به وین مهاجرت کردند؛ پدرش می‌خواست در آنجا تجارت خود در زمینهٔ فروش چراغ را گسترش دهد. هانس ابتدا به یک مدرسهٔ ابتدایی خصوصی پروتستان رفت. به دلیل مشکلات مالی پدرش، کلسن مجبور شد پس از آن به یک مدرسهٔ ابتدایی دولتی برود، امری که او در تمام عمر آن را یک تحقیر می‌دانست. پس از آن، او دورهٔ دبیرستان را در «آکادمیشه گیمنازیوم» (Akademisches Gymnasium) در وین گذراند که مدرسه‌ای کاملاً نخبه‌گرا بود. یکی از هم‌کلاسی‌های او لودویگ فون میزس بود که بعدها استاد اقتصاد ملی و مدافع لیبرالیسم اقتصادی شد. در سال ۱۹۰۵، کلسن به مذهب کاتولیک رومی گروید؛ در سال ۱۹۱۲ او به کلیسای پروتستانِ آگسبورگ پیوست.
کلسن تحصیلات خود را در رشتهٔ حقوق در دانشگاه وین ادامه داد و در سال ۱۹۱۱ با نگارش رساله‌ای در حوزهٔ حقوق عمومی و فلسفهٔ حقوق، با عنوان «مشکلات اساسی در نظریه حقوق عمومی» موفق به اخذ درجهٔ شایستگی علمی (Habilitation) شد. او همچنین در سمیناری در دانشگاه هایدلبرگ حضور یافت و در آنجا با گئورگ یلینک (۱۸۵۱-۱۹۱۱)، استاد برجستهٔ حقوق عمومی، آشنا شد. در سال ۱۹۱۲، کلسن با مارگارته بُندی (۱۸۹۰-۱۹۷۳) ازدواج کرد. این زوج صاحب دو دختر شدند: هانا (۱۹۱۴-۲۰۰۱) و ماریا (۱۹۱۵-۱۹۹۴).
در سال ۱۹۱۷، کلسن به مقام استادیاری در دانشگاه وین رسید و در سال ۱۹۱۹ کرسی استادی کامل (Ordinarius) را به دست آورد. از جمله شاگردان او می‌توان به هرش لوترپاخت و لئو گروس اشاره کرد. او بنیان‌گذار و مسئول نشریه حقوق عمومی در دانشگاه وین بود. 
سپس، به توصیه نخست‌وزیر اتریش کارل رنر، به ویرایش قانون اساسی جدید اتریش پرداخت. این قانون اساسی در سال ۱۹۲۰ به‌طور رسمی به اجرا گذاشته شد و هنوز یکی از پایه‌های قانون اساسی جاری در اتریش است. همچنین، کلسن به عضویت مادام‌العمر در دادگاه قانون اساسی منصوب شد. وی در سال ۱۹۲۵، کتاب «نظریه عمومی دولت» را در شهر برلین به چاپ رساند.
سپس، به دلیل بالا گرفتن تنش‌های سیاسی در ارتباط با برخی مواضع اتخاذ شده توسط دادگاه قانون اساسی (بخصوص در باب مسئله طلاق) و تشدید جو محافظه‌کارانه، کلسن که بدون داشتن هیچ عضویت حزبی، تنها به علت تعلق به گرایش سوسیال دمکرات، در سال ۱۹۳۰ از مقام خود در دادگاه قانون اساسی کنار گذاشته شد. پس از این واقعه، در سال ۱۹۳۰ کلسن مجدداً به کار تدریس مشغول شد و کرسی پروفسور در دانشگاه کلوین را پذیرفت. اما زمانی که در سال ۱۹۳۳، نازی‌ها در آلمان به قدرت رسیدند(آلمان نازی)، وی بار دیگر از مقام خود کنار گذاشته شد و این بار به ژنو در کشور سوئیس مهاجرت کرد و در آنجا، از سال ۱۹۳۴ تا ۱۹۴۰ مشغول به تدریس در مؤسسه دانشگاهی مطالعات علوم بین‌المللی ژنو شد. در زمان اقامت در کشور سوئیس، کلسن بیشتر به تحقیق در زمینه حقوق بین‌الملل پرداخت.
در سال ۱۹۳۴، کلسن برای اولین بار کتاب «نظریه حقوق محض» را به چاپ رساند.
در سال ۱۹۴۰، کلسن به ایالات متحده آمریکا مهاجرت کرد و در سال ۱۹۴۲ مشغول به تدریس در دانشگاه هاروارد شد. سپس در سال ۱۹۴۵، برای دومین بار، با کسب مقام پروفسور در شعبه علوم سیاسی دانشگاه برکلی کالیفرنیا مشغول به کار شد. ذوالفقار علی بوتو، رئیس‌جمهور و نخست‌وزیر پاکستان جزو دانشجویانی بود که در دانشگاه برکلی در کلاسهای کلسن شرکت می‌کردند. طی آن دوران، کلسن بیش از پیش به مقوله قانون بین‌الملل و سازمان‌های بین‌المللی همچون سازمان ملل متحد می‌پرداخت. همچنین، از سال ۱۹۵۳ تا ۱۹۵۴، او به عنوان پروفسور مهمان در رشته حقوق بین‌الملل در کالج ارتش نیروی دریایی ایالات متحده آمریکا تدریس می‌کرد.

## دادگاه قانون اساسی
مهم‌ترین میراث کلسن اختراع یک مدل جدید اروپایی برای بازبینی قانون اساسی است که برای اولین بار در سال ۱۹۲۰ در کشورهای اتریش و چکوسلواکی به اجرا گذاشته شد. این مدل بعدها در کشورهای جمهوری فدرال آلمان، ایتالیا، اسپانیا، پرتغال و بسیاری دیگر از کشورهای اروپای مرکزی و شرقی نیز اجرا گذاشته شد. مدل دادگاهی که توسط کلسن طراحی شده، عبارت است از یک ساختار حقوقی مستقل، مجزا و تخصصی به نام دادگاه قانون اساسی که مسئولیت اصلی آن بررسی و رسیدگی به مشکلات موجود یا ممکن، بین قوه قضائیه و مواد قانون اساسی است. مدل «دادگاه قانون اساسی» کلسن با سیستم معمول در کشورهایی مانند ایالات متحده آمریکا که تابع سیستم حقوقی «عرف و قانون» یا (کامن لا)هستند، فرق عمده‌ای دارد. در این کشورها، همه دادگاه‌های عمومی، از زمان آغاز دادرسی تا حکم نهایی توسط دیوان عالی، قابلیت مرور یا بازبینی همه مواد قانون اساسی را دارند. در حالی که در مدل ارائه شده توسط کلسن، مرور، بازبینی، تفسیر یا تعبیر مواد قانون اساسی از حیطه دادگاه‌های عمومی (از دادگاه پایه تا دادگاه‌های عالیه) خارج است و در انحصار یک نهاد تخصصی حقوقی به نام «دادگاه قانون اساسی» قرار دارد.

## نظریه حقوقی
معروفترین اثر هانس کلسن «نظریه حقوق محض» است که در آن به تفسیر ماهیت قانون می‌پردازد. از دیدگاه کلسن، قانون مجموعه‌ای از هنجارها یا نورم‌های اجباری است که مستقل از سایر علومی نظیر جامعه‌شناسی، روان‌شناسی، اخلاق و سیاست وجود دارد. در نظریه کلسن قواعد حقوقی قائم به ذات هستند. به عبارتی دیگر، تنها منشأ و منبعی که می‌توان برای قانون قائل شد خود قانون است. بنا بر نظریه کلسن، «علم حقوق» را بایستی از «سیاست حقوقی» تفکیک کرد.
کلسن معتقد است، مبنای قانون بر پایه یک قاعده فرضی اولیه گذاشته شده‌است. این قاعده فرضی اولیه (یا گروند نرم) توسط حقوق‌دانان به رسمیت شناخته می‌شود و بدون وابستگی به سایر علوم، تنها قائم به ذات خویش به عنوان منبع و منشأ سایر قوانین مورد استفاده قرار می‌گیرد.
به عبارت دیگر، از نظر کلسن، حقوقدانان باید مانند یک ریاضی‌دان، قاعده حقوقی را به‌طور نوعی و صرفنظر از صبغه‌های فلسفی و اجتماعی آن در نظر بگیرند. هدف علم حقوق، تنها باید در جهت تنظیم روابط اجتماعی بر پایه یک نظام مطلقاً منطقی باشد.
زاویه بسیار مهم دیگر نظریه کلسن، ترسیم هرمی از قواعد حقوقی است. در این هرم، همه قواعد به نسبت اهمیت حقوقی خود طبقه‌بندی می‌شوند. همچنین، یک رابطه منطقی میان این قواعد وجود دارد. بدین ترتیب که در هر درجه‌ای از این هرم، قاعده عالی‌تر (قانون اساسی)، قاعده پایین‌تر (قوانین مدنی) را به وجود می‌آورد. بدین ترتیب در هر کشور فقط یک نظام حقوقی حاکم است که قانون اساسی در رأس آن قرار دارد و قوانین عادی و قراردادها و احکام دادگاه‌ها باید تابع قانون اساسی بوده و اعتبار خود را از آن کسب کنند.
همچنین، کلسن در هرم خود، قواعد حقوقی را به زنجیره‌ای از هنجارها (نرم‌ها) تشبیه می‌کند که می‌توانند به دو صورت نزولی و صعودی بر یکدیگر تأثیر بگذارند. این تشبیه به این معناست که دریک فرایند صعودی، قواعدی که دارای ارزش حقوقی حداقلی هستند و در انتهای هرم قرار دارند (مانند قواعدی که ناشی از روابط خصوصی افراد هستند) سرانجام به قانون اساسی منتهی می‌شود و می‌توانند بر روی آن تأثیر بگذارند. همچنین در یک فرایند نزولی، روابط خصوصی افراد نهایتاً از قانون اساسی تأثیر پذیرفته‌اند و در راستای قوانین عالیه شکل گرفته‌اند.
بدین ترتیب، بنا بر نظریه کلسن، اجباری بودن هنجارهای حقوقی، و ماهیت قانونی آن به هیچ منبع و منشأ فوق بشری به مانند خدا، طبیعت، شخص حاکم یا ملت بستگی ندارد. تنها منشأ قانون خود قانون است. این نظریه در سال‌های ۱۹۳۰ از اهمیت سیاسی و تئوری قابل توجهی در آلمان و اتریش برخوردار بود.
نظریات کلسن مورد استفاده بسیاری از محققان و پژوهشگران قرار گرفته‌است. در اتریش، «دانشسرای وین» و در چکوسلواکی «دانشسرای برنو» به ریاست «فرانتیسک ویر» به تحلیل و پژوهش نظریات کلسن پرداخته‌اند. همچنین، در دنیای انگلیسی‌زبان، تحت تأثیر نظریات کلسن، متفکرینی مانند «هربرت لیونل آدولفوس هارت» و «جوزف راز» تحلیل‌های مستقل و در برخی موارد متفاوت اما منشعب از نظریات کلسن ارائه داده‌اند. در میان نویسندگان انگلیسی‌زبان که به کلسن و نظریات وی پرداخته‌اند می‌توان از «استانلی پولسون» نیز نام برد.

## مؤسسه هانس کلسن و انجمن تحقیقاتی هانس کلسن
در ۱۴ دسامبر ۱۹۷۱، به مناسبت تولد ۹۰ سالگی هانس کلسن، دولت فدرال اتریش تصمیم گرفت تا بنیادی به نام «موسسه هانس کلسن» تآسیس کند. این مؤسسه در سال ۱۹۷۲ شروع به کار کرد. نقش این مؤسسه ثبت «نظریه حقوق محض» و گسترش آن در اتریش و سیار کشورها است. همچنین به منظور حمایت از ادامه، پیشرفت و توسعه نظریه حقوق محض، این مؤسسه دست به چاپ مجموعه‌ای از ۳۳ جلد کتاب زده‌است. این مؤسسه مسئولیت حفاظت از میراث علمی هانس کلسن و نظارت بر حق تألیف آثار وی را دارد.
در سال ۲۰۰۶، «انجمن تحقیقاتی هانس کلسن»، تحت نظر ماتیاس جستادت در دانشگاه فردریش-الکساندر در نورنبرگ تأسیس شد. این انجمن تحقیقاتی در سال ۲۰۱۱ به دانشگاه آلبرت-لودوین در شهر فرایبورگ منتقل شد. این انجمن به همکاری با مؤسسه هانس کلسن به تألیف و چاپ کتب مرتبط با هانس کلسن می‌پردازند.

## کتاب‌ها
- جامعه و طبیعت
- نظریه حقوق محض
- نظریه کمیسیونی حقوق
- درآمدی بر نظریه مسائل حقوقی
- عدالت چیست؟ عدالت، حقوق و سیاست در آینه دانش